# Fred Børre Lundberg
Fred Børre Lundberg (Hammerfest, 25 dicembre 1969) è un ex combinatista nordico norvegese.
È sposato con la fondista Marit Bjørgen, a sua volta sciatrice nordica di alto livello.

## Biografia
Pluricampione olimpico e mondiale della disciplina, Fred Børre Lundberg esordisce nel Circo bianco il 18 marzo 1989 ai Mondiali juniores di Vang/Hamar, in Norvegia. Il 9 gennaio 1990 ottiene il suo primo risultato di rilievo, una piazza d'onore, in una Gundersen a Murau, in Austria . Un mese dopo, nella stessa specialità, vince la sua prima competizione a Leningrado, in Unione Sovietica.
Nel 1991 conquista la prima medaglia d'oro iridata ai Mondiali della Val di Fiemme, in Italia, nella gara individuale. L'anno seguente partecipa ai XVI Giochi olimpici invernali di Albertville 1992, in Francia, ottenendo l'argento nella gara a squadre. Nella stessa stagione si aggiudica la Coppa del Mondo generale.
Convocato anche per i Mondiali di Falun del 1993, in Svezia, giunge secondo nella gara a squadre, mentre il 1994 è caratterizzato dall'oro nell'individuale ai XVII Giochi olimpici invernali di Lillehammer 1994. L'atleta sale sul gradino più alto del podio anche ai Mondiali di Thunder Bay del 1995 (nell'individuale e nella gara a squadre), in Canada. Ulteriori ori giungono in occasione della successiva edizione iridata di Trondheim 1997, in Norvegia, e ai XVIII Giochi olimpici invernali di Nagano 1998, ancora in Norvegia, sempre nella gara a squadre
L'ultimo podio mondiale, un argento nella gara a squadre, Lundberg se l'aggiudica a Ramsau 1999 in Austria. Conclude l'attività agonistica il 17 marzo 2000 con un 23º posto nella Gundersen svoltasi a Santa Caterina di Valfurva, in Italia.
Nel 1998 è stato insignito della Medaglia Holmenkollen, uno dei più prestigiosi riconoscimenti attribuito agli sciatori nordici.

## Palmarès

### Olimpiadi
- 4 medaglie:
  - 2 ori (individuale a Lillehammer 1994; gara a squadre a Nagano 1998)
  - 2 argenti (gara a squadre ad Albertville 1992; gara a squadre a Lillehammer 1994)

### Mondiali
- 6 medaglie:
  - 4 ori (individuale a Val di Fiemme 1991; individuale, gara a squadre a Thunder Bay 1995; gara a squadre a Trondheim 1997)
  - 2 argenti (gara a squadre a Falun 1993; gara a squadre a Ramsau 1999)

### Mondiali juniores
- 1 medaglia:
  - 1 oro (gara a squadre a Vang/Hamar 1989)

### Coppa del Mondo
- Vincitore della Coppa del Mondo nel 1991
- 30 podi:
  - 9 vittorie
  - 12 secondi posti
  - 9 terzi posti (1 a squadre)

#### Coppa del Mondo - vittorie
| Data             | Località      | Nazione          | Trampolino            | Spec.       |
| ---------------- | ------------- | ---------------- | --------------------- | ----------- |
| 10 febbraio 1990 | Leningrado    | Unione Sovietica | Kavgolovo K88         | IN NH/15 km |
| 15 dicembre 1990 | Trondheim     | Norvegia         | Granåsen K90          | IN NH/15 km |
| 5 gennaio 1991   | Schonach      | Germania         | Langenwaldschanze K90 | IN NH/15 km |
| 8 gennaio 1993   | Schonach      | Germania         | Langenwaldschanze K90 | IN NH/15 km |
| 4 marzo 1994     | Vuokatti      | Finlandia        | Hyppyrimäki K90       | IN NH/15 km |
| 12 marzo 1994    | Sapporo       | Giappone         | Miyanomori K90        | IN NH/15 km |
| 10 dicembre 1994 | Štrbské Pleso | Slovacchia       | MS 1970 K88           | IN NH/15 km |
| 7 gennaio 1995   | Schonach      | Germania         | Langenwaldschanze K90 | IN NH/15 km |
| 6 gennaio 1996   | Schonach      | Germania         | Langenwaldschanze K90 | IN NH/15 km |

Legenda:

IN = individuale Gundersen

NH = trampolino normale